# Guatteria ovalifolia
Guatteria ovalifolia är en kirimojaväxtart som beskrevs av Robert Elias Fries. Guatteria ovalifolia ingår i släktet Guatteria och familjen kirimojaväxter. Inga underarter finns listade i Catalogue of Life.